# Åmots församling
Åmots församling var en församling i Uppsala stift, Ockelbo kommun i Gävleborgs län. Församlingen uppgick 2000 i Ockelbo församling.

## Administrativ historik
Församlingen bildades 28 september 1785 som en bruksförsamling genom en utbrytning ur Ugglebo församling. Fram till 1931 utgjorde Åmot en kapellförsamling men enligt beslut den 6 mars 1931 upphörde den på Åmots kapellförsamling utgörande skyldigheten att deltaga i kostnaden för byggande och underhåll av Ockelbo kyrka med utgången av år 1931 och Åmot utgjorde därmed framöver en annexförsamling.
Enligt kunglig resolution den 13 juli 1917 övertogs ansvaret för kyrkobokföringen i Åmots kapellförsamling av komministern i Åmot.
År 2000 uppgick Åmots och Lingbo församlingar i Ockelbo församling.
Församlingskoden var 210101.

### Pastorat
Åmots församling ingick i pastoratet Ockelbo (före 1883 även kallat Ugglebo) och Åmot som 1974 utökades med Lingbo församling.

## Areal
Åmots församling omfattade den 1 januari 1952 en areal av 363,24 km², varav 349,89 km² land. Efter nymätningar och arealberäkningar färdiga den 1 januari 1958 omfattade församlingen den 1 januari 1961 en areal av 334,13 km², varav 321,14 km² land.

## Befolkningsutveckling
| Befolkningsutvecklingen i Åmots församling 1810–1990                                                     | Befolkningsutvecklingen i Åmots församling 1810–1990 | Befolkningsutvecklingen i Åmots församling 1810–1990 | Befolkningsutvecklingen i Åmots församling 1810–1990 | Befolkningsutvecklingen i Åmots församling 1810–1990 |
| --- | ---------------------------------------------------- | ---------------------------------------------------- | ---------------------------------------------------- | ---------------------------------------------------- |
| |                                                      |                                                      |                                                      |                                                      |
| År |                                                      |                                                      | Folkmängd                                            |                                                      |
| 1810 | 1810                                                 |                                                      | 718                                                  |                                                      |
| 1820 | 1820                                                 |                                                      | 848                                                  |                                                      |
| 1830 | 1830                                                 |                                                      | 1 025                                                |                                                      |
| 1840 | 1840                                                 |                                                      | 1 166                                                |                                                      |
| 1850 | 1850                                                 |                                                      | 1 293                                                |                                                      |
| 1860 | 1860                                                 |                                                      | 1 564                                                |                                                      |
| 1870 | 1870                                                 |                                                      | 1 681                                                |                                                      |
| 1880 | 1880                                                 |                                                      | 1 692                                                |                                                      |
| 1890 | 1890                                                 |                                                      | 1 664                                                |                                                      |
| 1900 | 1900                                                 |                                                      | 1 470                                                |                                                      |
| 1910 | 1910                                                 |                                                      | 1 278                                                |                                                      |
| 1920 | 1920                                                 |                                                      | 1 255                                                |                                                      |
| 1930 | 1930                                                 |                                                      | 1 296                                                |                                                      |
| 1940 | 1940                                                 |                                                      | 1 101                                                |                                                      |
| 1950 | 1950                                                 |                                                      | 991                                                  |                                                      |
| 1960 | 1960                                                 |                                                      | 894                                                  |                                                      |
| 1970 | 1970                                                 |                                                      | 717                                                  |                                                      |
| 1980 | 1980                                                 |                                                      | 607                                                  |                                                      |
| 1990 | 1990                                                 |                                                      | 544                                                  |                                                      |
| Anm: Källor: Umeå universitet - Tabellverket 1749-1859, Demografiska databasen, CEDAR, Umeå universitet. |                                                      |                                                      |                                                      |                                                      |

## Kyrkor
- Åmots kyrka